# Буйновиця
Бу́йновиця (болг. Буйновица) — село в Шуменській області Болгарії. Входить до складу общини Венець.

## Населення
За даними перепису населення 2011 року у селі проживали 235 осіб.
Національний склад населення села:
| Національність   | Кількість осіб | Відсоток |
| ---------------- | -------------- | -------- |
| турки            | 209            | 96,8%    |
| болгари          | 7              | 3,2%     |
| цигани           | 0              | 0%       |
| інша             | 0              | 0%       |
| не визначились   | 0              | 0%       |
| Всього відповіли | 216            |          |

Розподіл населення за віком у 2011 році:
Динаміка населення: